# ساختمان میوچال
ساختمان میوچال (به لاتین: Mutual Building) یک ساختمان در آفریقای جنوبی است که در کیپ‌تاون واقع شده‌است. این ساختمان در سال ۱۹۴۰ افتتاح و در سال ۲۰۰۵ بازسازی شد. معماری این ساختمان براساس سبک آرت‌دکو بوده‌است و طراحی بیرونی آن با وجود بازسازی از دهه ۴۰ میلادی تاکنون بدون تغییر مانده‌است.

## پس‌زمینه
ساختمان میوچال ابتدا برای مقر شرکت خدمات مالی اولد میوچال افتتاح شد. اما اکنون کاربری کلی آن از تجاری به مسکونی تغییر یافته‌است و تنها بخش‌هایی از آن هنوز کاربری اداری دارند.

## نگارخانه

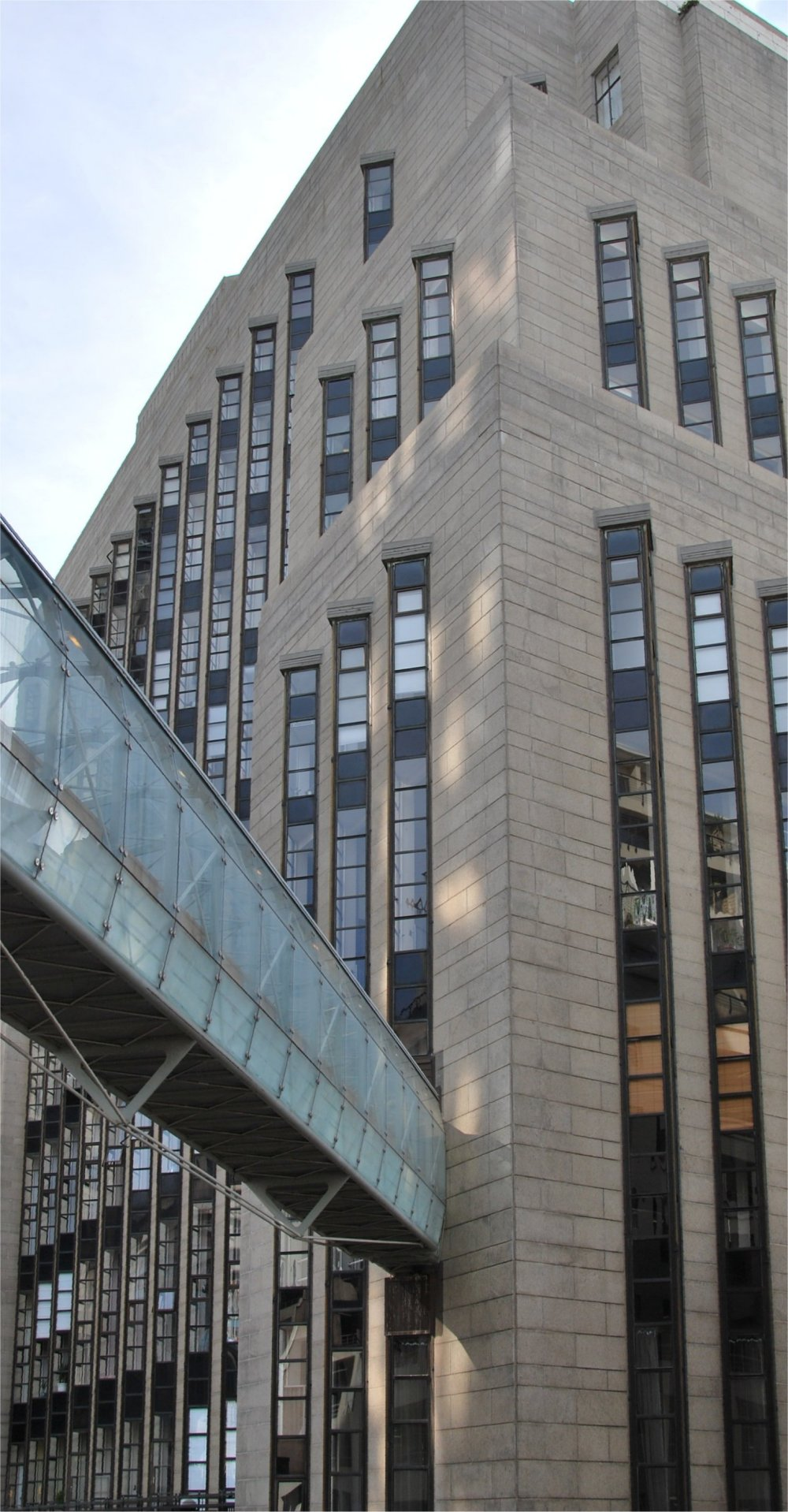
نمای بیرونی
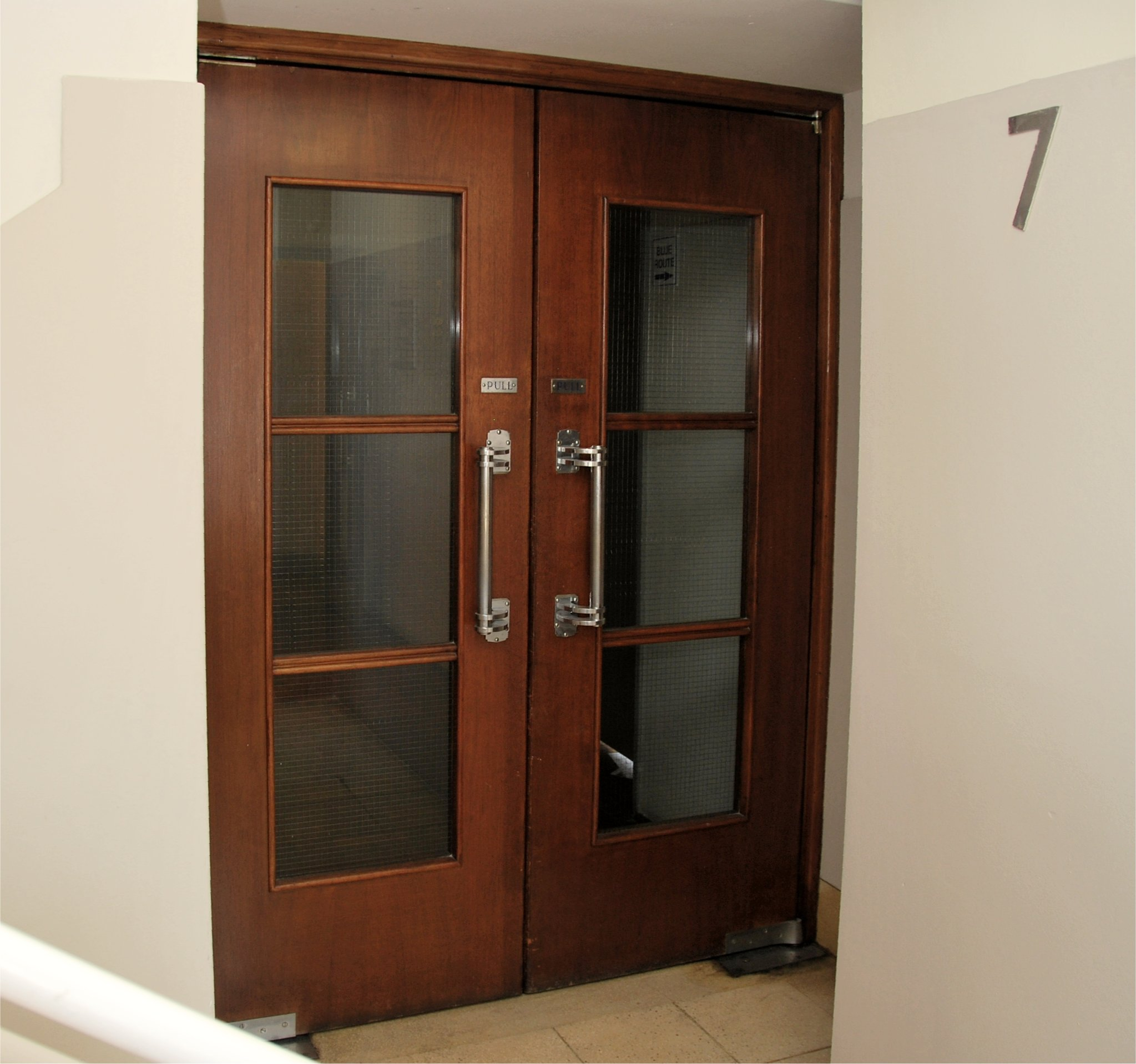
ورودی
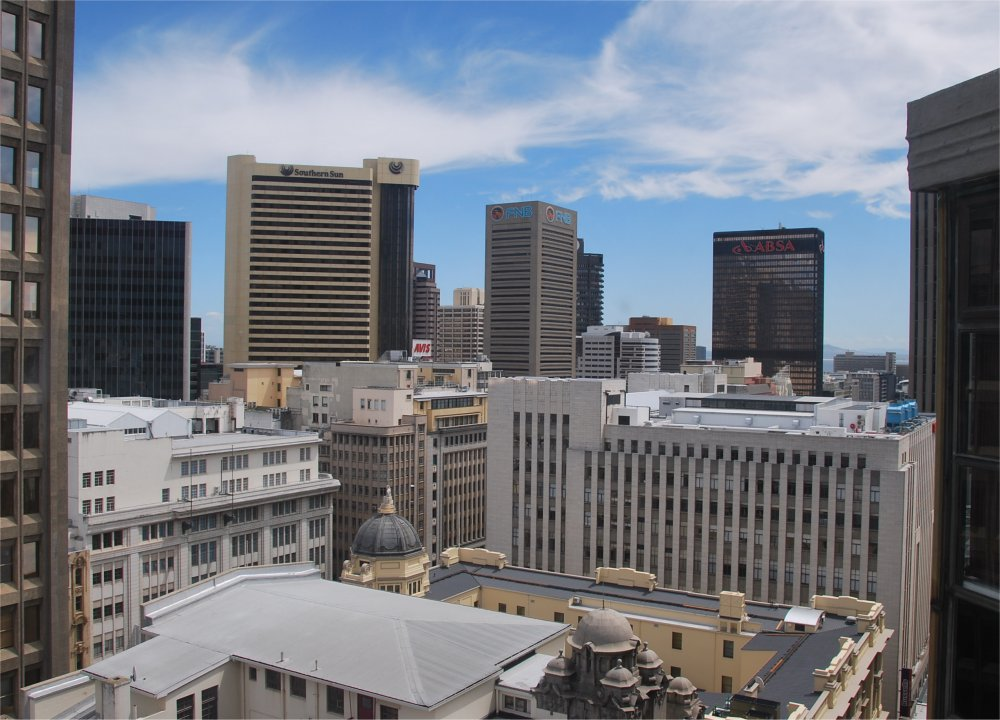
منظره پنجره‌ها
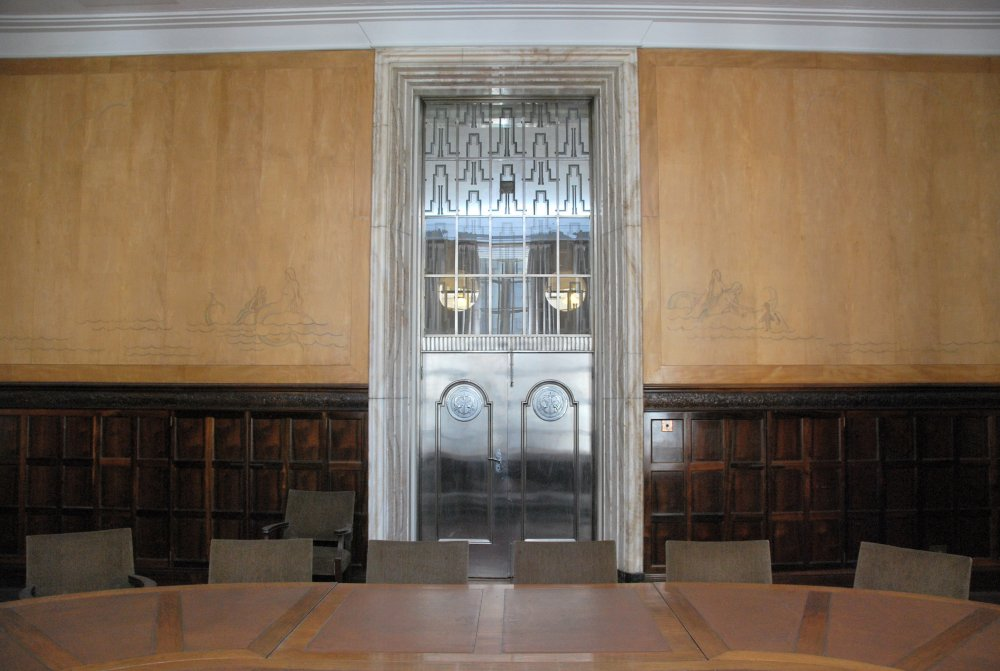
داخل ساختمان
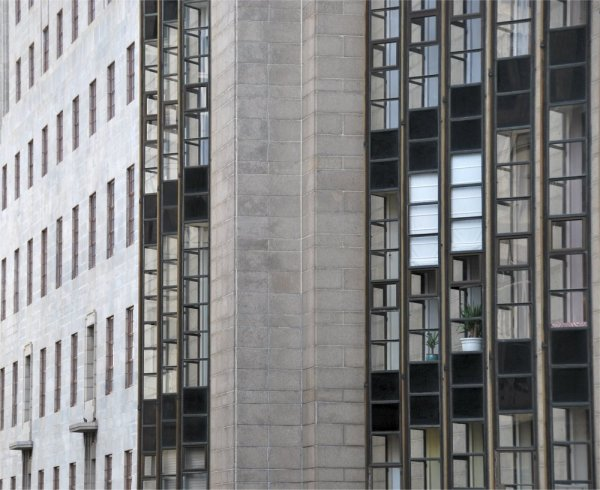
نمای بیرونی
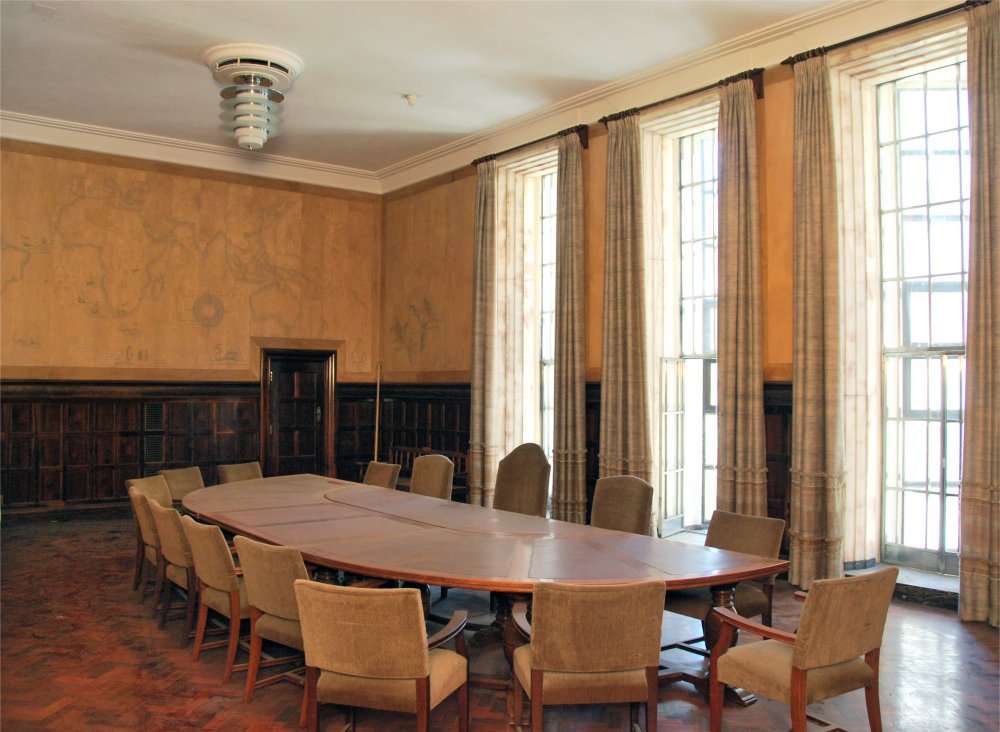
نمای داخلی